# Liam Brown
Liam Brown (Glasgow, 6 april 1999) is een Schots voetballer die sinds 2021 uitkomt voor Queen's Park FC.

## Carrière
Brown genoot zijn jeugdopleiding bij Premo Boys Club Toryglen en Queen's Park FC. In het seizoen 2015/16 maakte hij zijn officiële debuut in het eerste elftal van laatstgenoemde club. In 2016 promoveerde hij met de club van de Scottish League Two naar de Scottish League One. 
Na een seizoen in de Scottish League One maakte Brown in 2017 de overstap naar Motherwell FC. Daar speelde hij tussen 2017 en 2019 vooral bij de jeugd. Op 12 mei 2018 maakte hij zijn officiële debuut in de Scottish Premiership: tegen Hamilton Academical FC mocht hij in de 73e minuut invallen voor Ross MacLean. 
Na twee seizoenen bij Motherwell haalde Edinburgh City hem terug naar de Scottish League Two. Brown eindigde er met Edinburgh tweemaal tweede. In het seizoen 2020/21 kwam Edinburgh in de barragewedstrijden om promotie of degradatie net te kort tegen Dumbarton FC, de voorlaatste uit de Scottish League One.
Op 7 juni 2021 kondigde Queen's Park FC de terugkeer van Brown aan. De club liet ook weten dat het hiervoor voor het eerst in de 154-jarige clubgeschiedenis een transfersom betaalde.